# Vento di passioni (film 1958)
Vento di passioni (Raw Wind in Eden) è un film del 1958, diretto da Richard Wilson.

## Trama
Laura, una famosa modella, accetta l'invito del playboy Wally Drucker e partono insieme in aereo che però precipita in una piccola isola del Mediterraneo dove sembrano vivere solo 4 persone: Moore, ex militare medico, la giovane Costanza e altre due persone.
Mentre Laura esce illesa dall'incidente, Wally viene affidato alle cure di Moore che si dimostra riluttante a raccontare il suo passato. Questo suo comportamento suscita l'interesse di Laura e in seguito anche la gelosia di Wally. La presenza di questa nuova coppia crea irritazione anche in Costanza che viene chiesta in moglie da un uomo che vive in un'isola poco distante.
Poco dopo si scopre che Moore era un milionario del Nord Carolina, accusato di aver ucciso la moglie che invece era caduta dallo yacht in stato di ubriachezza e morta annegata. Dopo aver lasciato in beneficenza i suoi beni aveva deciso di vivere lontano dal suo paese. Ora però deve lottare con Wally per conquistare la bella Laura che lo convince a tornare con lei negli Stati Uniti per cominciare una nuova vita.